# VTVL
Il decollo verticale e atterraggio verticale, noto come VTVL (acronimo inglese di Vertical Take-Off - Vertical Landing), è una forma di lancio e atterraggio dei razzi spaziali. I razzi VTVL non devono essere confusi con gli aerei che decollano e atterrano verticalmente che utilizzano l'aria per supporto e propulsione, come gli elicotteri e i jet che sono aerei VTOL.

## Storia
Le tecnologie VTVL sono state sviluppate sostanzialmente con piccoli razzi dopo il 2000, in parte grazie a concorsi a premi e incentivi come il Lunar Lander Challenge. Piccoli razzi VTVL di successo sono stati sviluppati da Masten Space Systems, Armadillo Aerospace e altri.
A partire dalla metà degli anni 2000, VTVL era in fase di intenso sviluppo come tecnologia per razzi riutilizzabili abbastanza grandi da trasportare persone, con due società, Blue Origin (New Shepard) e successivamente SpaceX (Falcon 9), che avevano entrambe dimostrato il recupero dei veicoli di lancio dopo il ritorno al sito di lancio (RTLS). Il booster New Shepard di Blue Origin ha effettuato il primo atterraggio verticale con successo il 23 novembre 2015 dopo un volo di prova che ha raggiunto lo spazio esterno, seguito circa un mese dopo dal ventesimo volo del Falcon 9 di SpaceX.

## Tecnologia
La tecnologia richiesta per ottenere con successo atterraggi retropropulsivi verticali, comprende diversi requisiti. In primo luogo, la spinta deve essere maggiore del peso, in secondo luogo la spinta deve essere vettorizzata, richiedendo un certo grado di accelerazione. La guida deve essere in grado di calcolare la posizione e l'altitudine del veicolo, in quanto piccole deviazioni dalla verticale possono causare grandi deviazioni della posizione orizzontale del veicolo. I sistemi di controllo reazione (RCS) sono generalmente necessari per mantenere il veicolo alla corretta angolazione. SpaceX ha sviluppato delle alette grigliate per il controllo dell'assetto durante l'atterraggio dei loro Falcon 9. Il principale vantaggio della tecnologia si vede nel potenziale di sostanziali riduzioni dei costi dei voli spaziali come risultato della possibilità di riutilizzare i razzi dopo il successo degli atterraggi VTVL.